# Isthmohyla zeteki
Isthmohyla zeteki är en groddjursart som först beskrevs av Gaige 1929.  Isthmohyla zeteki ingår i släktet Isthmohyla och familjen lövgrodor. IUCN kategoriserar arten globalt som nära hotad. Inga underarter finns listade i Catalogue of Life.